# North Wilkesboro Speedway

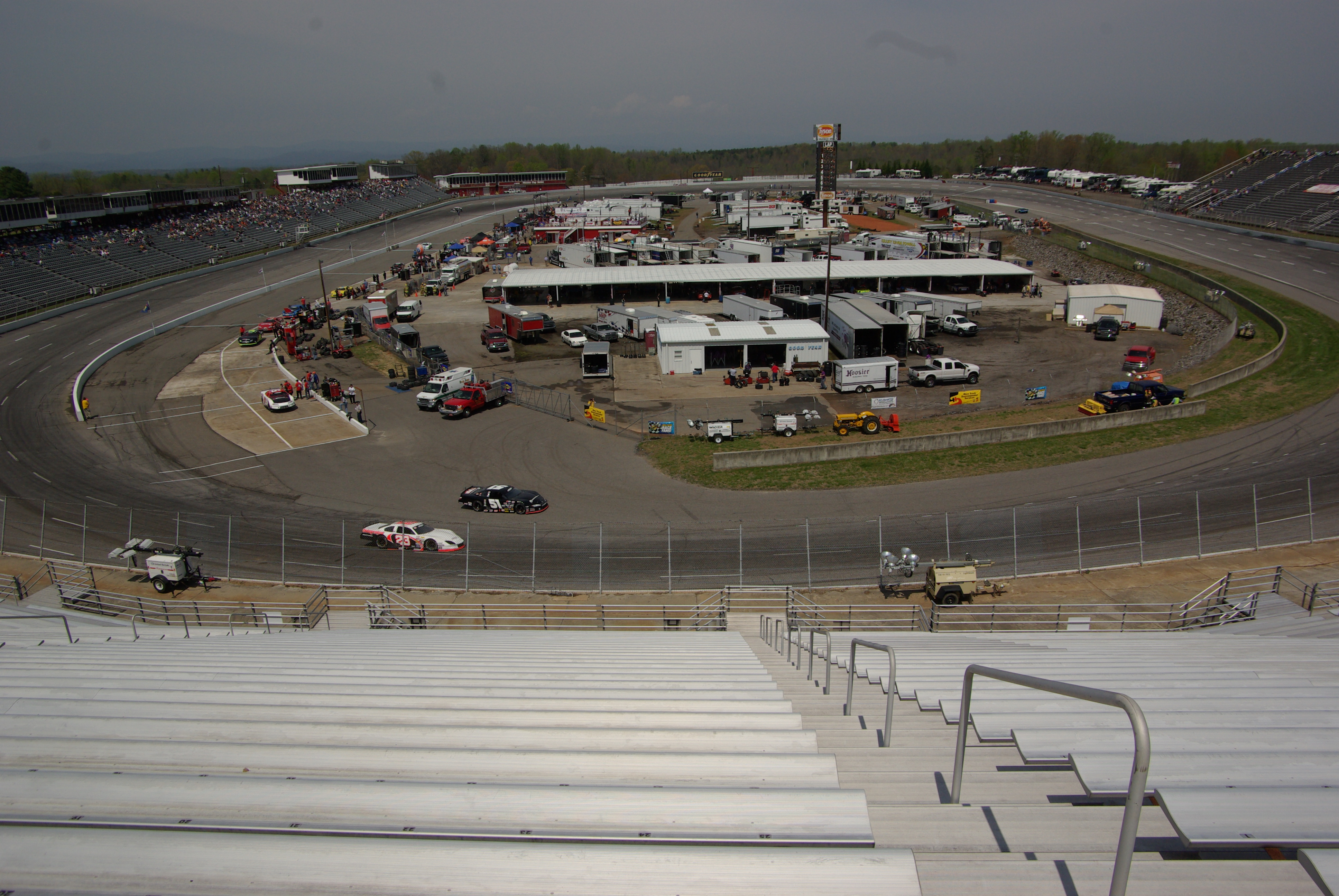

layout of the circuit

De North Wilkesboro Speedway is een ovaal circuit gelegen nabij North Wilkesboro in de Amerikaanse staat North Carolina. Het werd geopend in 1947 en vanaf de start van het eerste NASCAR seizoen in 1949 stond het circuit op de kalender van het kampioenschap. Vanaf 1951 werd er twee keer per jaar een NASCAR race gehouden tot 1996, toen er voor de laatste keer gereden werd. Daarna werd het in gebruik genomen voor wedstrijden in kleinere evenementen. Het circuit heeft een lengte van 0,625 mijl (1 km). De tribunes rond het circuit hebben een capaciteit om veertigduizend toeschouwers te ontvangen.
Recordhouder aantal gewonnen races op het circuit uit de Winston Cup is Richard Petty met vijftien gewonnen wedstrijden, gevolgd door Darrell Waltrip met tien overwinningen en op een gezamenlijke derde plaats Cale Yarborough en Dale Earnhardt die elk vijf keer op het circuit wonnen. Het snelheidsrecord werd in 1994 neergezet door Terry Labonte. Hij won de race in het voorjaar van 1996. De race in het najaar werd gewonnen door Jeff Gordon waarna het de NASCAR wegbleef van het circuit.